# Kronprinsen, Stockholm
För skyskrapan i Malmö med samma namn, se Kronprinsen.

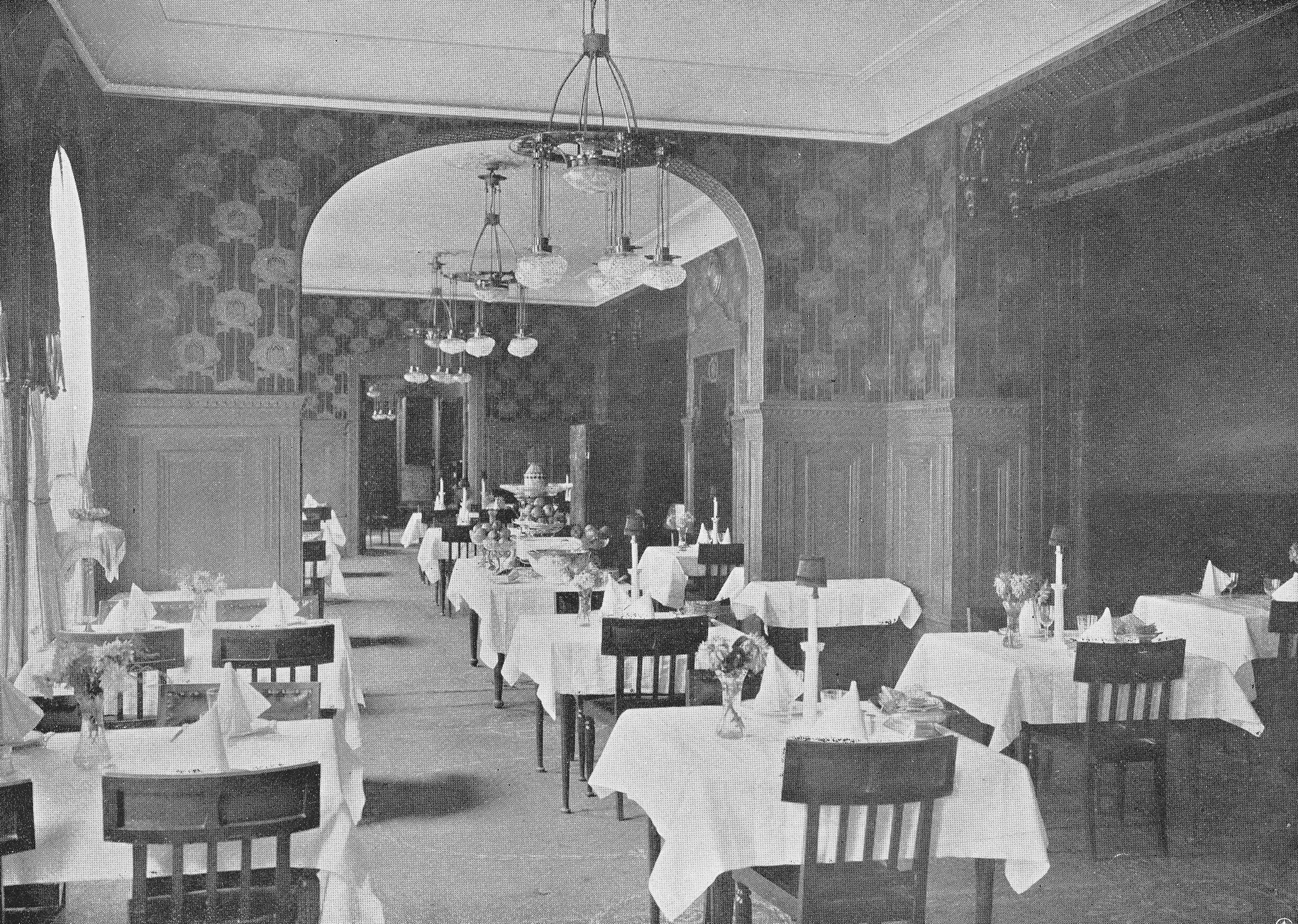
Matsalen 1906.

Kronprinsen (A.B. Restaurant Kronprinsen) var ett hotell och en förstaklassrestaurang, grundat 1894 och 1906-1934 beläget i före detta Wredeska palatset på kvarteret Hägern mindre vid Drottninggatan 29 på Norrmalm i Stockholm. Sedermera blev Kronprinsen ett dotterbolag till Stockholms Allmänna Restaurationsaktiebolag (grundat 1915).
Bland hotellets mer kända gäster kan räknas Jean Sibelius, under hans första konsertframträdande i Stockholm 1923. Kronprinsen var även plats för flera betydande händelser under 1900-talets början, däribland bildandet av Stockholms Landsstormsförening 1908,
grundandet av Sveriges Scoutförbund 1912, bildandet av Lantmännens Mjölkförsäljningsförening u p a, sedermera Arla, 1915, samt grundandet av Sveriges Nationella Förbund 1915.